# Ceroxylon ceriferum
Ceroxylon ceriferum là loài thực vật có hoa thuộc họ Arecaceae. Loài này được (H.Karst.) Pittier mô tả khoa học đầu tiên năm 1926.